# Оранжева река
Оранжевата река (на английски: Orange River) е река в Южна Африка, протичаща през териториите на Лесото, Република Южна Африка и по границата на последната с Намибия, вливаща се в Атлантическия океан. Дължината ѝ е 2160 km, а площта на водосборния басейн е 973 000 km².

## Извор, течение, устие

### Извор, горно течение
Оранжевата река води началото си под името Синку на 3044 m н.в. от южното подножие на масива Монт-о-Сурс (3299 m) в Драконовите планини в северната част а държавата Лесото. В горното си течение е типична планинска река, протичаща в дълбока и тясна долина с бурно течение и пресича Лесото по цялата ѝ дължина от североизток на югозапад. След устието на десния си приток Корнетспрейт напуска пределите на Лесото и навлиза на територията на Република Южна Африка (РЮА). Тук реката тече в западна посока през южната част на платото висок Велд, след което се влива в големия язовир „Хендрик-Феруърд“.

### Средно течение
При изтичането си от язовира започва средното течение на Оранжевата река. В този участък тя тече в северозападна посока, отново през платото висок Велд, като губи голяма част от своите води в инфилтрация и изпарение и рязко намалява своите размери и отток. Често през сухия сезон коритото ѝ почти пресъхва, но след поройни дъждове нивото ѝ отново се повишава. След устието на река Ваал, Оранжевата река рязко сменя посоката си на югозапад, а след устието на левия си приток Брак – отново на северозапад. В този участък от средното си течение реката тече през платото Кап в дълбока, на места каньоновидна долина. На около 50 km източно от град Апингтън Оранжевата река излиза от дефилетата, завива на запад (запазва това генерално направление до устието си) и навлиза в южната периферия на падината Калахари, като от тук започва нейното долно течение.

### Долно течение, устие
В долното си течение Оранжевата река продължава да тече по южната периферия на Калахари, като нивото на водата ѝ отново силно намалява. След устието на левия си епизодичен приток - река Хартбис, образува серия от прагове и водопади, най-известен от които е водопадът Ауграбис (Aughrabies), разположен на 500 km от устието ѝ, с височина 146 m. На около 30 km след устието на сезонната река Молопо, Оранжевата река достига до границата с Намибия и от тук до устието си служи за граница между двете държави. В този участък долината ѝ отново се стеснява, като на протежение от 18 km образува дълбок (до 200 m) и тесен каньон. Последните 97 km протича през равнинни райони, през южната част на пустинята Намиб. Влива се Атлантическия океан при южноафиканския град Александър Бей, като устието ѝ е преградено от мощна пясъчна коса.

## Притоци
Оранжевата река получава множество притоци, като най-големите са: 
леви – Край, Стормберхстрейт, Сикау, Брак, Хартбис; 
десни – Семена, Синцгуняне, Каледон (480 km), Ваал (1250 km), Молопо (970 km), Фиш (650 km).

## Хидроложки показатели
Оранжевата река има предимно дъждовно подхранване. Максимумът на оттока ѝ е през лятото (от ноември до март), а пикът – през февруари–март. Най-ниски нива се наблюдават през зимата (юли и август). Като цяло количеството на оттока на реката е непостоянен през различните години, като има години, когато през дори сухия сезон, в резултат на поройни дъждове, за няколко часа количеството вода за секунда надминава това по време на пълноводието ѝ през лятото и в някои участъци нивото ѝ се повишава с 30 m. Средният годишен отток при град Приска (в средното течение) е 350 m³/s, а количеството на твърдия отток е 153 млн. т. годишно.

## Стопанско значение
Поради множеството прагове и водопади по течението на реката и загубата на голямо количество вода в инфилтрация и изпарение при преминаването ѝ през полупустинните райони на Калахари, тя не е плавателна. В нейния водосборен басейн са изградени няколко напоителни системи – на река Ваал и притоците ѝ Хартс (десен) и Рит (ляв). През 1966 г. е приет проект за усвояване на водните и енергийни ресурси на реката, който продължава да се осъществява и днес. Изграждат се големите язовири „Хендрик-Феруърд“ (1972 г., в горното течение), Льо Ру (1974 г.) и Боегоеберг (в средното течение), ВЕЦ-овете, които произвеждат сумарно около 31 млн. kW електроенергия. През 1980 г. е построен тунел с дължина 82 km през планините от язовира „Хендрик-Феруърд“ към горното течение на река Грейт Фиш (влива се в Индийския океан), предназначен за повишаване на нейния дебит и напояване на земеделските земи в най-южните части на РЮА. Като цяло, по този проект се предвижда да се напояват около 308 000 ха земеделски земя и да се подобри водоснабдяването на градовете Блумфонтейн, Кимбърли, Порт Елизабет и др.
По течението на Оранжевата река са разположени градовете Алиуал Норт, Хоптаун, Приска, Апингтън, Александър Бей и др. Устието на реката е открито през 1760 г. от холандския мореплавател Якоб Кутзе, а през 1779 г. нидерландският офицер-колонизатор Робърт Якоб Гордън открива, изследва и картира 850 km от долното ѝ течение и я наименувана в чест на нидерландския принц Вилем Орандж, известен в България и като Вилхелм Орански.